# Thomas Hoßmang
Thomas Hoßmang (Hoyerswerda, 27 novembre 1966) è un allenatore di calcio ed ex calciatore tedesco, di ruolo difensore.

## Palmarès

### Club

#### Competizioni nazionali
- Fußball-Regionalliga: 1

Energie Cottbus: 1996-1997